# بيت العشي (غزة)
بيت العشي هو أحد المعالم الأثرية البارزة في قلب البلدة القديمة لمدينة غزة ويقع تحديدًا في حي الدرج غرب المسجد العمري الكبير. يُعد هذا البيت شاهدًا حيًا على تاريخ المدينة وتراثها المعماري.لم يكن هذا البيت مجرد مبنى حجري قديم بل تحفة معمارية جمعت بين الطابعين المملوكي والعثماني وحفظت بين جدرانها قصص أجيال مضت.

## التاريخ
تعود أصول بناء بيت العشي إلى الفترة العثمانية وتبلغ مساحته حوالي 220 مترًا مربعًا. كان في البداية مملوكًا لعائلة "سيسالم" قبل أن تنتقل ملكيته إلى عائلة "العشي".
بيت العشي الذي تعود أصوله إلى أكثر من 400 عام كان جزءًا من نسيج الحارة الغزية القديمة تحيط به الأزقة الضيقة والمساجد التاريخية ويقع على مقربة من المسجد العمري الكبير. يتميز هذا البيت بزخارفه الجصية وقبابه المتقاطعة وغرفه المبنية على طراز معماري فلسطيني أصيل يعكس مهارة الحرفيين في تلك الحقبة.

### الخصائص المعمارية
يتميز البيت بجدرانه السميكة وقبابه التي تعتلي المداخل والطرقات بالإضافة إلى النقوش والزخارف التي تزين بعض زواياه. تُظهر هذه العناصر الطابع المعماري المملوكي والعثماني مما يعكس تاريخ المدينة الغني.

### الترميم والاستخدام الحالي
بعد سنوات من الإهمال والتعرض لعوامل الزمن والحروب خضع بيت العشي لعملية ترميم دقيقة أشرفت عليها مؤسسة "إيوان" للتراث المعماري التابعة للجامعة الإسلامية في غزة. هدفت هذه العملية إلى الحفاظ على الطابع التاريخي للمكان وإعادة إحيائه بطريقة تحترم خصوصيته المعمارية والثقافية.
عملية الترميم لم تكن مجرد ترميم حجارة بل إعادة روح لمعلم يمثل جزءًا من هوية المدينة. استعان القائمون على المشروع بمواد بناء تقليدية مشابهة لتلك المستخدمة في الأصل وقاموا بتوثيق كافة مراحل العمل لضمان المصداقية التاريخية.

### افتتاح البيت كمزار ثقافي
تحول بيت العشي اليوم إلى مزار ثقافي مفتوح أمام الجمهور يستقبل الزوار والمهتمين بالتراث ويستضيف الفعاليات والمعارض الثقافية. هذا التحول أعطى المبنى بعدًا جديدًا فهو لم يعد فقط شاهدًا على الماضي بل أصبح منصة حيوية لنشر الوعي الثقافي وتوثيق الذاكرة الفلسطينية.

### التحديات والاعتداءات
تعرض بيت العشي لأضرار جسيمة خلال القصف الإسرائيلي على غزة في عام 202، مما أدى إلى تدمير أجزاء منه. هذا الحدث يسلط الضوء على التحديات التي تواجه الحفاظ على التراث الثقافي في مناطق النزاع.

### أهمية بيت العشي
يُعتبر بيت العشي رمزًا للهوية الثقافية والتاريخية لمدينة غزة. يمثل الحفاظ عليه تحديًا وضرورة في آن واحد لضمان نقل هذا التراث للأجيال القادمة.